# Langford (Canada)
Langford is een stad in de provincie Brits-Columbia in het westen van Canada. De stad ligt in het uiterste zuidoosten van Vancouvereiland en maakt deel uit van de agglomeratie van de provinciehoofdstad Victoria. De stad telt 35.342 inwoners (2016).
Langford grenst aan de gemeenten Highlands (noorden), View Royal (noordoosten),  Colwood (zuidoosten) en Metchosin (zuidwesten). 
In de stad bevindt zich het Starlight Stadium, een multifunctioneel stadion dat onder andere gebruikt wordt door de voetbalclub Pacific FC.